# Sporomorpha
Sporomorpha ist in der Palynologie ein Sammelbegriff für Sporen und Pollen. 
Besonders bei älteren fossilen Sporen und Pollen kann nicht genau festgestellt werden, von welchen Pflanzen sie stammen. Man spricht dann von „Sporomorpha“, ohne zu spezifizieren, zu welchen Arten oder Gattungen sie gehören. Im fossilisierten Zustand spricht man auch von „Palynomorphen“. Diese Mikrofossilien sind die säureresistenten organischen Überreste der Sporen und Pollen, die der Vermehrung und räumlichen Verbreitung verschiedener, heute zum Teil ausgestorbener Pflanzen dienten.